# 弗里德里希·莱尼泽
弗里德里希·理查德·莱尼泽（Friedrich Richard Reinitzer，1857年2月25日—1927年2月16日），奥地利植物学家和化学家，液晶发现者。1888年，莱尼泽在加热安息香酸胆固醇脂时，发现该物质在145℃时融解为呈混浊状的液体，继续加热，在179℃时变为透明的液体。之后证实这是一种结晶型的液体，称为液晶（后来被奥托·雷曼命名）。

## 生平
弗里德里希·莱尼泽生于奥利里布拉格的一个波西米亚家庭。他曾在布拉格捷克理工大学学习化学；在1883年，他被特许任教资格成为一个编外讲师。从1888年至1901年，他在布拉格查理大学当教授，然后在格拉茨的格拉茨技术大学当教授。在1909年至1910年，他担任这所大学的大学校长。